# Diofior
Diofior är en ort och kommun i västra Senegal och ligger i Fatickregionen. Kommunens folkmängd uppgår till cirka 14 000 invånare. 